# Mantinos
Mantinos est une commune d'Espagne de la province de Palencia dans la communauté autonome de Castille-et-León.